# Glucoseafhankelijk insulinotropisch polypeptide
Glucoseafhankelijk insulinotropisch polypeptide (GIP) is een peptidehormoon dat wordt aangemaakt door de K-cellen in de twaalfvingerige darm en de alvleesklier stimuleert om insuline aan te maken.
Naast GIP is er ook nog het hormoon GLP-1 dat dezelfde werking heeft, maar op het einde van de dunne darm wordt aangemaakt. Deze hormonen behoren tot de incretinehormonen. Beide hormonen worden na vrijstelling ook snel terug afgebroken.
GIP blijft onveranderd bij diabetes type 2. Een tekort aan GLP-1 komt wel vaak voor bij diabetes type 2.